# Cheongju

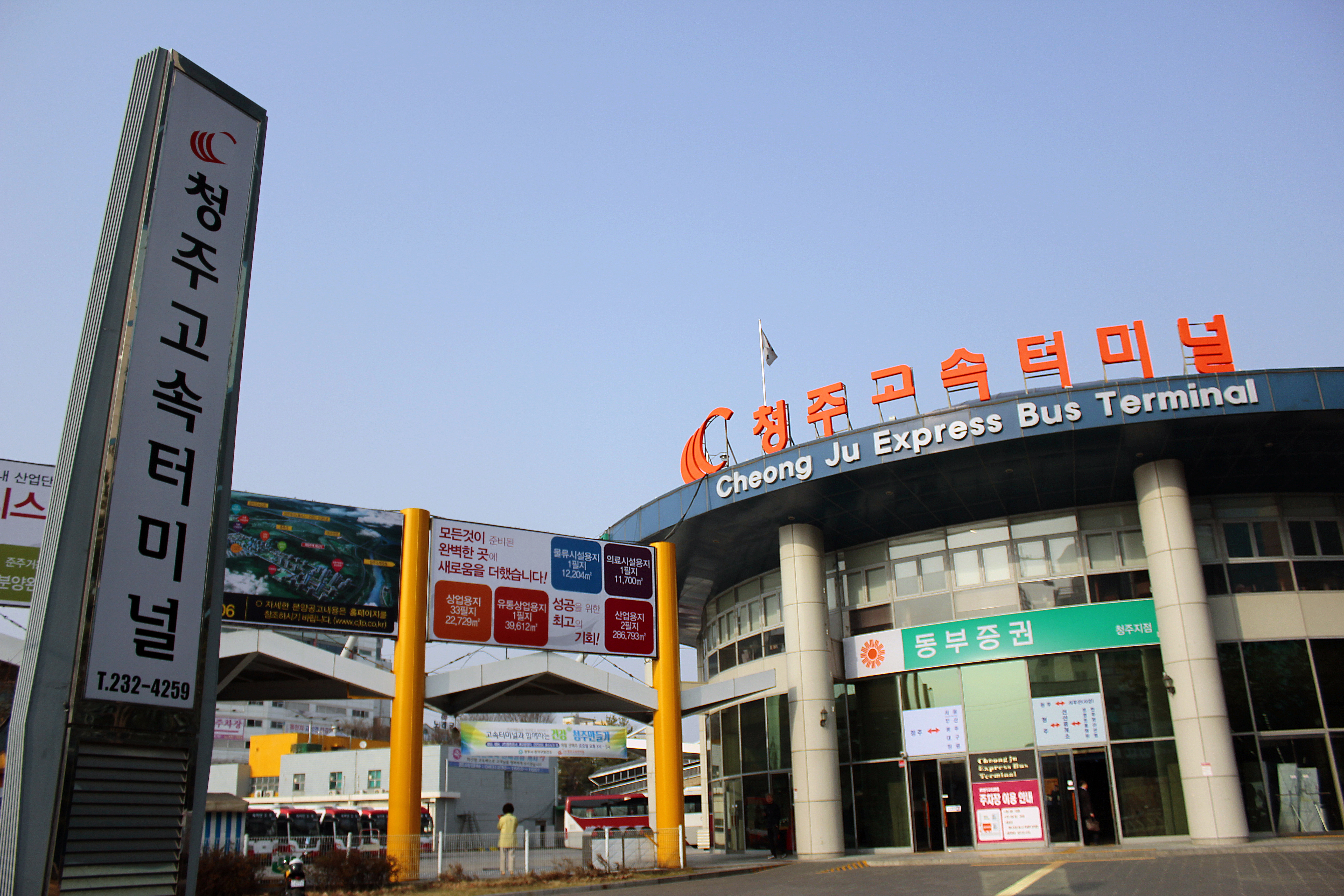
Cheongju Express Bus Terminal

Cheongju (phát âm tiếng Hàn Quốc: [tɕʰʌŋ.dʑu], Hán Việt: Thanh Châu) là thành phố thủ phủ tỉnh Chungcheongbuk-do, Hàn Quốc. Thành phố có hai quận ("Gu"), Heungdeok-gu (phía tây) và Sangdang-gu (phía đông). 
Cheongju đã là một thị xã quan trọng của tỉnh từ thời cổ.
Trong thời kỳ Hideyoshi xâm chiếm Triều Tiên, Cheongju là nơi diễn ra trận Chongju, quân Triều Tiên chiếm lại thành phố từ quân Nhật sau một trận thắng quan trọng.
Chính quyền tỉnh đã chuyển đến đây từ Chungju vào năm 1908.
Sông Geum chảy qua trung tâm thành phố.
Thành phố có sân bay Cheongju.

## Kết nghĩa
- Tottori, tỉnh Tottori, Nhật Bản
- Vũ Hán, Hồ Bắc, CHND Trung Hoa
- Pittsfield, Massachusetts Hoa Kỳ